# Lion de Peugeot
Le Lion de Peugeot est un immeuble construit en 1909, de style éclectique, face la gare de Montbéliard à Montbéliard dans le Doubs en Franche-Comté.
Protégé au titre des monuments historiques, l'immeuble est considéré comme le chef-d'œuvre de jeunesse de son architecte Jean Walter.

## Historique

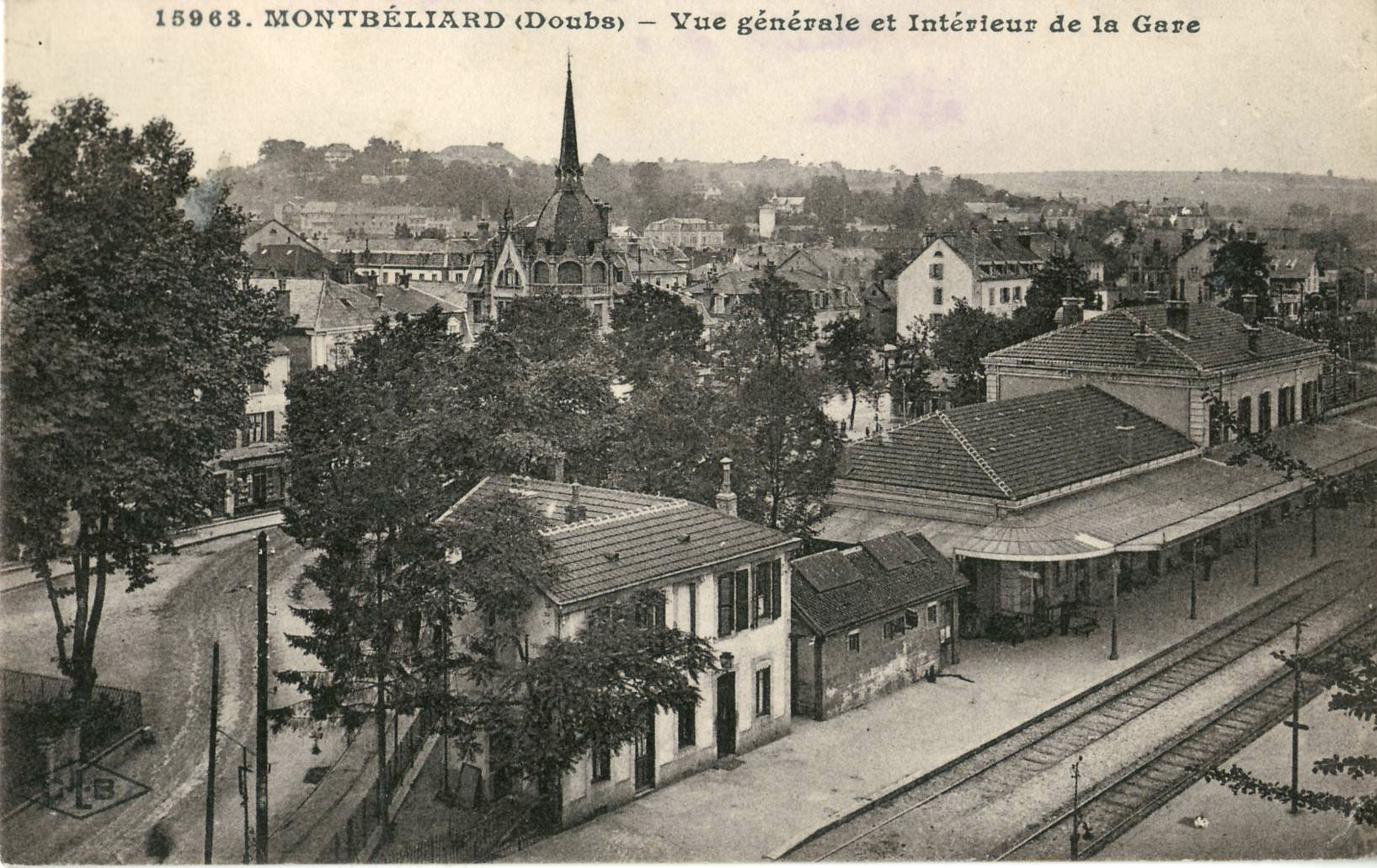
L'immeuble au centre, au deuxième plan.

En 1909, l'immeuble est construit au 37, rue Cuvier à Montbéliard par l'architecte Jean Walter, à la demande de la société Peugeot Frères des frères Pierre, Robert et Jules Peugeot pour en faire une vitrine commerciale aux automobiles et cycles Peugeot.
Le bâtiment est labellisé patrimoine du XXe siècle depuis 1992 et inscrit aux monuments historiques depuis le 27 janvier 1992.

## Architecture et décorations
L'édifice de style éclectique se distingue par le néoclassicisme de sa partie basse, et l'esthétique néogothique de sa partie haute.
Il est coiffé d'un dôme inspiré des clochers à dôme à l'impériale en tuile alsacienne couronné par une lanterne, une flèche élancée, et une girouette.
L'inscription des mots « Lion » et « Peugeot » au niveau du 3e étage, ainsi que le bas-relief représentant un lion en grès exécuté par le céramiste Alexandre Bigot entre le 1er et le 2e étage, illustrent le bâtiment par l'emblème de l'entreprise Peugeot Frères, alors en plein essor.
La base des arêtes du dôme sont ornées de mascarons.
La façade sur la rue et les toitures font l’objet d’une inscription au titre des monuments historiques depuis le 27 janvier 1992.
L'édifice est également labellisé « Patrimoine du XXe siècle » par le ministère de la Culture.